# 帕馬利 (佛羅里達州)
帕馬利（英語：Parmalee）是位於美國佛羅里達州馬納提縣的一個非建制地區。該地的面積和人口皆未知。

## 地理
帕馬利的座標為27°22′16″N 82°13′05″W / 27.37111°N 82.21806°W，而該地的平均海拔高度為20米（即66英尺）。